# SDC4
SDC4 (англ. Syndecan 4) – білок, який кодується однойменним геном, розташованим у людей на короткому плечі 20-ї хромосоми. Довжина поліпептидного ланцюга білка становить 198 амінокислот, а молекулярна маса — 21 642.
| 10         |  | 20         |  | 30         |  | 40         |  | 50         |
| ---------- |  | ---------- |  | ---------- |  | ---------- |  | ---------- |
| MAPARLFALL |  | LFFVGGVAES |  | IRETEVIDPQ |  | DLLEGRYFSG |  | ALPDDEDVVG |
| PGQESDDFEL |  | SGSGDLDDLE |  | DSMIGPEVVH |  | PLVPLDNHIP |  | ERAGSGSQVP |
| TEPKKLEENE |  | VIPKRISPVE |  | ESEDVSNKVS |  | MSSTVQGSNI |  | FERTEVLAAL |
| IVGGIVGILF |  | AVFLILLLMY |  | RMKKKDEGSY |  | DLGKKPIYKK |  | APTNEFYA   |

A: Аланін

D: Аспарагінова кислота

E: Глутамінова кислота

F: Фенілаланін

G: Гліцин

H: Гістидин

I: Ізолейцин

K: Лізин

L: Лейцин

M: Метіонін

N: Аспарагін

P: Пролін

Q: Глутамін

R: Аргінін

S: Серин

T: Треонін

V: Валін

Задіяний у такому біологічному процесі, як альтернативний сплайсинг. 
Локалізований у мембрані.
Також секретований назовні.